# New York Journal American
New York Journal American — вечерняя газета, публиковавшаяся в период с 1937 по 1966 гг. Появилась в результате слияния двух нью-йоркских изданий влиятельного газетчика Уильяма Рэндольфа Херста: утренней Нью-Йорк Америкен (до 1901 года — Нью-Йорк Джорнел) и Нью-Йорк Ивнинг Джорнэл. Обе публиковались Херстом в 1895—1937 годах. Газета была одним из участников т. н. «бульдожьих войн» за читателя, использовала при этом экспрессивные заголовки статей, которые, по словам того же Херста, «кусали читателей, словно бульдоги».

## История
Приобретя права на издание, Херст начал борьбу за читательскую аудиторию с «Нью-Йорк Уорлд» (англ. New York World), газетой родоначальника «желтой прессы» и бывшего своего наставника Джозефа Пулитцера, а также переманил у него известных карикатуристов — Джорджа Макмануса и Ричарда Аутколта. В 1913 году авторы напечатали в «New York Journal American» свои известные комиксы — «Воспитывая отца» («Bringing Up Father») и «Желтый ребенок» («The Yellow Kid») соответственно. «The Yellow Kid» был одним из первых комиксов, опубликованных в цвете, и породил выражение «жёлтая пресса», которое использовалось для характеристики сенсационных и иногда вымышленных статей, которые наряду с низкой ценой (один цент за экземпляр) способствовали значительному росту популярности газеты. Газета, кроме комиксов, была известна тем, что сообщала об убийствах, несчастных случаях на пожарах и т. п., чтобы развлечь своих читателей.
Начиная с 1914 года корреспондентом Evening Journal была хорошо известная в журналистских кругах Нелли Блай, которая работала в газете сначала в качестве военного корреспондента (во время Первой мировой войны), а вернувшись в США, вела собственную рубрику вплоть до своей смерти в 1922 году.
Среди прочих в New York Journal American работали карикатурист Руб Голдберг, популярные обозреватели Д. Килгален, А. Макинтайр, Дж. Кэннон. На протяжении 28 лет спортивным редактором газеты был Макс Кассе (1898—1974), а колонку мод вёл Робин Чендлер Дьюк
Газета славилась своими многочисленными фотографиями, которые стали своеобразным брендом издания.
New York Journal American в 50-х гг. могла похвастаться одними из самых больших тиражей в Нью-Йорке, однако, вместе с тем, она переживала трудности с привлечением рекламодателей. Значительное внимание издание уделяло публикациям о британской музыкальной группе «Битлз». Так, в 1964 г. газета заказала Джойсу Бразерсу серию передовых статей о «Битлз» и причине их звёздного взлёта и бешеной популярности. Когда в следующем году «ливерпульская четверка» работала над съемками киноленты На помощь! на Багамских островах, New York Journal American, как и другие газеты Херста, опубликовала на первых страницах четыре последовательных выпуска интервью с членами группы.
Кроме проблем с размещением рекламы на страницах газеты, другим важным фактором, который привел к закрытию газеты, была борьба между исполнительным директором Ричардом Берлином и двумя сыновьями Херста, которые без особого успеха пытались развивать унаследованное в 1951 году издательское дело отца. Позже, один из сыновей, Билл Херст, утверждал, что, Берлин, в то время уже умерший, в середине 60-х страдал от болезни Альцгеймера, и именно это, по его мнению, послужило поводом к необоснованному закрытию им нескольких изданий Херста.
Последний раз New York Journal American вышла в свет в апреле 1966 года, формально став жертвой всеобщего упадка вечерней прессы вследствие жесткой конкуренции с вечерними телевизионными новостями.
В 1965 году руководство газеты, во время локаута и забастовок коллективов газет Нью-Йорк Таймс и Нью-Йорк Дейли Ньюз, договорилось об объединении в следующем году со своими бывшими конкурентами — вечерним изданием New York World-Telegram and Sun и утренним изданием New York Herald-Tribune.
Выход в свет вновь объединённой New York World Journal Tribune был отсрочен на несколько месяцев после закрытия в апреле 1966 года её трёх предшественниц. Задержка была связана с необходимостью доработки макетирования и содержания газеты. Первый её номер вышел только в сентябре, однако жизнь новой газеты также было недолговечной в силу роста популярности теленовостей в 1960-х гг. Другие издания, которых постигла подобная участь, передали свои газетные вырезки и матрицы опубликованных фото библиотекам. Однако, компания Херста (Hearst Corporation) решила предоставить лишь малозначительные архивные справочные материалы New York Journal American, а также неопубликованные фотографии и негативы Техасского университета в Остине. Все остальное, включая внутренние документы редакции, письма известных людей, газетные вырезки и каталоги были уничтожены. Номера газеты были сохранены на микрофильмах, а фотоархив находится в библиотечно-архивном центре Техасского университета.
Пит Хэмилл в книге о Нью-Йорке своей молодости вспоминал New York Journal American в основном в негативных тонах. В частности, Хэмилл подчеркивал злостную анти-коммунистическую позицию издания во время эры маккартизма, ярко отраженную в обширных крикливых заголовках к публикациям об опасности «красной угрозы».